# متباينة هادفايغر-فنسلر
في الرياضيات، متباينة هادفايغر-فنسلر (بالإنجليزية: Hadwiger–Finsler inequality)‏ هي نتيجة في هندسة المثلثات في المستوى الإقليدي، تنص على أنه في مثلث في المستوى، أطوال أضلاعه b و a و c و مساحته A، تتحقق المتراجحة التالية:
{\displaystyle a^{2}+b^{2}+c^{2}\geq (a-b)^{2}+(b-c)^{2}+(c-a)^{2}+4{\sqrt {3}}\,A.(HF)}
متباينة فايتزينبوخ هي نتيجة بسيطة لمتباينة هادفايغر-فنسلر: إذا كانت b, a و c أطوال أضلاع مثلث في المستوى و A مساحته، فإن:
{\displaystyle a^{2}+b^{2}+c^{2}\geq 4{\sqrt {3}}\,A.(W)}
سميت متباينة هادفايغر-فنسلر هكذا نسبة إلى بول فنسلر وهوغو هادفايغر(1937).

## برهان متفاوتة هادفايغر-فنسلر
من قانون جيب التمام نحصل على:
{\displaystyle a^{2}=b^{2}+c^{2}-2bc\cos \alpha }
حيث {\displaystyle \alpha } هي الزاوية بين {\displaystyle b} و {\displaystyle c}. يمكن تحويل هذا إلى:
{\displaystyle a^{2}=(b-c)^{2}+2bc(1-\cos \alpha )}
و لكون {\displaystyle A={\frac {1}{2}}bc\sin \alpha } فإنَّ:
{\displaystyle a^{2}=(b-c)^{2}+4A{\frac {(1-\cos \alpha )}{\sin \alpha }}}
الآن تذكر أن
{\displaystyle 1-\cos \alpha =2\sin ^{2}{\frac {\alpha }{2}}}
و
{\displaystyle \sin \alpha =2\sin {\frac {\alpha }{2}}\cos {\frac {\alpha }{2}}}
باستخدام هذا نحصل على:
{\displaystyle a^{2}=(b-c)^{2}+4A\tan {\frac {\alpha }{2}}}
بفعل هذا لكل أضلاع المثلث وبجمع المتساويات نحصل على:
{\displaystyle a^{2}+b^{2}+c^{2}=(a-b)^{2}+(b-c)^{2}+(c-a)^{2}+4A(\tan {\frac {\alpha }{2}}+\tan {\frac {\beta }{2}}+\tan {\frac {\gamma }{2}})}
{\displaystyle \beta } و {\displaystyle \gamma } هما الزاويتان الأخريتان للمثلث. بما أن أنصاف زوايا المثلث أصغر من {\displaystyle {\frac {\pi }{2}}} فإن دالة {\displaystyle \tan } محدبة فلدينا:
{\displaystyle \tan {\frac {\alpha }{2}}+\tan {\frac {\beta }{2}}+\tan {\frac {\gamma }{2}}\geq 3\tan {\frac {\alpha +\beta +\gamma }{6}}=3\tan {\frac {\pi }{6}}={\sqrt {3}}}
باستخدام هذا نحصل على:
{\displaystyle a^{2}+b^{2}+c^{2}\geq (a-b)^{2}+(b-c)^{2}+(c-a)^{2}+4{\sqrt {3}}\,A}
هذه هي متباينة هادفايغر-فنسلر.